# Probiantes croceus
Probiantes croceus is een hooiwagen uit de familie Biantidae.